# Windmühle Wesermünder Straße 53
Die Windmühle Wesermünder Straße 53, genannt auch Alte Mühle und Heerstedter Mühle in der niedersächsischen Gemeinde Beverstedt, westlich des Ortsteils Heerstedt, im Landkreis Cuxhaven, stammt aus der zweiten Hälfte des 19. Jahrhunderts. Aktuell (2024) wird sie als Wohnhaus und Café genutzt.
Das Gebäude steht unter Denkmalschutz (siehe auch Liste der Baudenkmale in Beverstedt).

## Geschichte
1856 wurde die Konzession für den Bau einer Windmühle bei der Regierung in Hannover beantragt und abgelehnt zugunsten einer Mühle in Bokel. Diese brannte 1864 ab. So erhielt 1867 (Inschrift) der Mühlenbauer Borkmann aus Albstedt die Konzession zum Bau dieser Getreidemühle für den Müller Lüder Kellers aus Wittstedt.
Sie hieß anfänglich nach den Erbauern Mühle Bischoff. Bis weit ins 20. Jahrhundert befand sie sich im Familienbesitz. Die Mühle war bis in die 1970er Jahre in Betrieb. Sie wurde dann saniert und zu einer Wohnmühle umgebaut. In den unteren Räumen wurde ein Café eingerichtet. Die Mahltechnik ist vorhanden. Sie kann nur von außen besichtigt werden. Sie ist die Nr. 25 der Niedersächsischen Mühlenstraße im Landkreis Cuxhaven.

## Beschreibung
Die Galerieholländer-Windmühle besteht aus
- dem viergeschossigen achteckigen massiven und verklinkerten Sockel mit rundbogigen Fenstern und dem Tor,
- der hölzernen Galerie,
- dem dreigeschossigen Mühlenkopf in Reetdeckung
- und der Haube mit den Flügeln und den Windrosen; als eine der wenigen Holländermühlen in Niedersachsen hat sie zwei Windrosen.

Es handelt sich um eine Mühle des Bautyps, die zunächst mit zwei Mahlgängen im Windbetrieb und später einem durch E-Motoren ausgestattet wurde.
Die kopfsteingepflasterte Zufahrt zur Heerstedter Mühle steht auch unter Denkmalschutz.
Das Landesdenkmalamt befand u. a.: „Der Galerieholländer hat durch seine Höhe und Lage eine landschaftsbildprägende Bedeutung […].“